# Adriaan Blaauw
Adriaan Blaauw (Ámsterdam, 12 de abril de 1914-Groninga, 1 de diciembre de 2010) fue un astrónomo neerlandés.

## Biografía
Blaauw nació en Ámsterdam, hijo de Cornelis Blaauw y Gesina Clasina Zwart, y estudió en la Universidad de Leiden y en la Universidad de Groninga, obteniendo su doctorado en esta última en 1946. En 1948 fue nombrado profesor asociado en Leiden. En la década de 1950 trabajó unos años en el Observatorio Yerkes estadounidense, antes de regresar a Europa en 1957 para convertirse en director del Instituto Kapteyn de Groninga. Blaauw participó estrechamente en la fundación del Observatorio Europeo Austral, del que fue director general de 1970 a 1975. En 1975 regresó a los Países Bajos, convirtiéndose en profesor titular en Leiden, hasta su jubilación en 1981. De 1976 a 1979, fue presidente de la Unión Astronómica Internacional y presidió el comité de asignación de prioridades científicas para el programa de observación del satélite astrométrico Hipparcos. Sus investigaciones han involucrado la formación de estrellas, los movimientos de los cúmulos estelares y las asociaciones estelares, y la escala de distancias. Sus principales contribuciones son la explicación del origen de las estrellas que se mueven a gran velocidad en nuestra galaxia y la descripción de la formación estelar en asociaciones.

## Reconocimientos
Entre sus muchos reconocimientos, fue nombrado miembro de la Real Academia de Artes y Ciencias de los Países Bajos en 1963, elegido Miembro Honorario Extranjero de la Academia Estadounidense de las Artes y las Ciencias en 1973. En 1989 se le concedió la Medalla Bruce. En 1997, la Universidad de Groninga instituyó una cátedra Blaauw y una conferencia Blaauw en su honor. El asteroide (2145) Blaauw y el Observatorio Blaauw llevan su nombre. Murió en 2010 en la ciudad de Groninga.